# Agence algérienne pour le rayonnement culturel
L'Agence algérienne pour le rayonnement culturel abrégé en AARC (en arabe: الوكالة الجزائرية للإشعاع الثقافي), est un opérateur culturel à part entière, créé en 2005 et qui dispose, depuis 2008, du statut d'Entreprise. Elle assure aussi pour le compte de l'État des sujétions de service public.
L’AARC organise des évènements et apporte son soutien à des projets d’artistes, d’institutions ou d’associations culturelles, tant pour la création que la promotion et la diffusion. Elle encourage notamment les productions contemporaines des créateurs et auteurs algériens, en Algérie et à l'étranger.
Son champ d'action comprend le patrimoine, les arts de la scène, la musique, les arts visuels, le cinéma et la littérature.

## Présentation

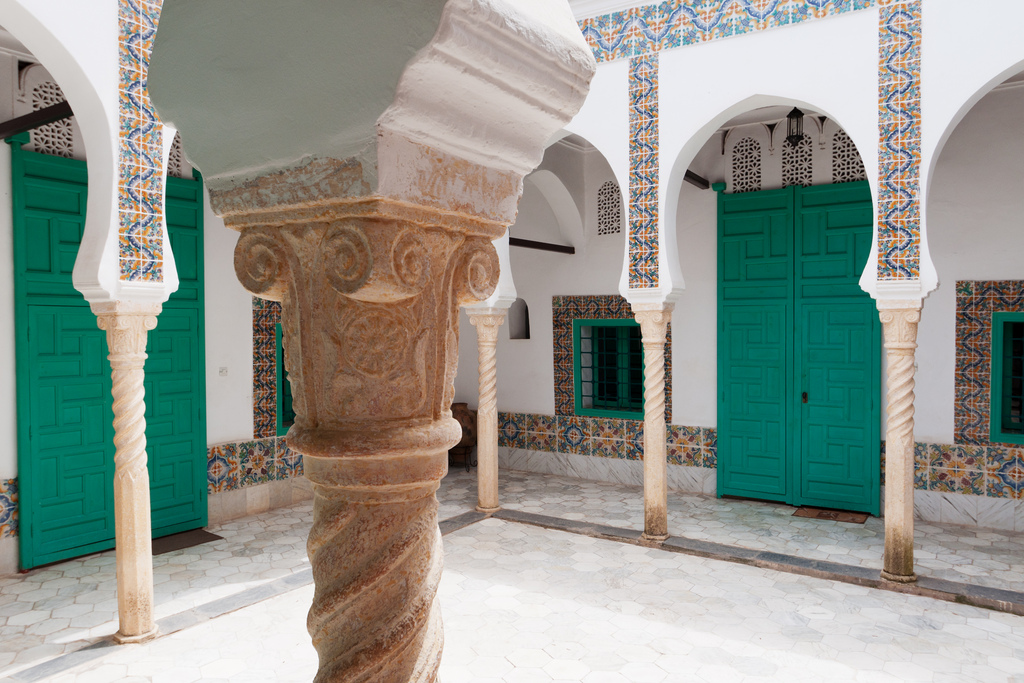
Villa Abd-el-Tif, siège de l'AARC.

Forte par une subvention annuelle d'environ 23 milliards de centimes par an (hors revenus propres) et une jeune équipe formée spécialement par une école parisienne en management culturel, l'AARC est devenue aujourd'hui le premier entrepreneur culturel en Algérie.
Elle a, depuis 2008, pour siège la villa Abd-el-Tif (ou Dar Abd-el-Tif), classée monument historique, qui a été construite par un dignitaire du pouvoir deylical au XVIIIe siècle.
L'AARC se dote aussi d'un centre de documentation abrité par le Centre des arts de Riadh El Feth et dédié en première position aux artistes, étudiants et journalistes culturels. Cet espace de travail et d'information offre une documentation spécialisée des différentes disciplines de l'art et de la culture.
Une fusion entre l'AARC et l'Office de Riadh El Feth (OREF), l'autre institution rattachée au Ministère de la Culture, est programmée à la rentrée 2016 (septembre), à la suite d'une restriction budgétaire, afin de réduire au possible les coûts de fonctionnement.

## Missions
- Diffuser la culture algérienne dans le monde : L'AARC organise et coorganise des manifestations culturelles à l'étranger pour promouvoir les œuvres et les artistes d'Algérie dans toutes les disciplines. Elle s'attache particulièrement à faire connaître les expressions contemporaines nées dans le pays ou parmi l'émigration algérienne. Elle participe de manière régulière à de nombreux évènements internationaux : Festival de Cannes, Abu Dhabi Film Festival, Mapping Subjectivity au MoMa de New York, Biennale de Dakar, Journée mondiale du jazz, Festival du monde arabe de Montréal, Festival de la BD d'Angoulême, exposition et spectacles à l'IMA, etc.[6]
- Accueillir les œuvres du monde en Algérie : L'AARC accueille, dans la capitale et d'autres villes du pays, des projections, spectacles, concerts et expositions. Cette action prend aussi la forme de cycles ou d'évènements périodiques, tels que « MéditerraCiné », organisé depuis 2012 et qui consiste en un panorama annuel de films méditerranéens récents. À cet effet, l'Agence entretient des relations d’échange et de partenariat avec des institutions publiques et des acteurs des industries culturelles dans le monde[6].
- Accompagner par la coproduction, le soutien et la promotion : En tant qu'acteur culturel, l'Agence agit en amont, en apportant son soutien à la création et la production d'œuvres culturelles diverses. Ce volet se traduit également par un rôle actif de coproducteur, notamment dans le cinéma où elle participe au développement de la production nationale. Elle a contribué, par exemple, à la production des films Hors-la-loi, Enemy Way, l'Oranais et L'Algérie vue du ciel ainsi qu'à leur promotion lors des grands rendez-vous tels que les Academy Awards de Los Angeles ou le Festival international du film de Berlin[6].